# Bundesautobahn 542
Die Bundesautobahn 542 (Abkürzung: BAB 542) – Kurzform: Autobahn 542 (Abkürzung: A 542) – verbindet die A 59 am Kreuz Monheim-Süd mit der A 3 am Dreieck Langenfeld.
Die A 542 war Bestandteil der aufgegebenen Planung der A 54. Es besteht die Planung, die Autobahn über eine neue Rheinbrücke bis zur A 57 bei Köln-Worringen zu verlängern, jedoch wurde diese Erweiterung aus Kostengründen bis auf Weiteres verworfen.

## Statistik
2013 gab es statistisch gesehen nur 0,2 Notrufe pro Kilometer auf der A542, auf der Bundesautobahn 66 hingegen mit 19,8 Notrufen pro Kilometer die meisten.